# Smith Heights
Die Smith Heights sind  Anhöhen im östlichen Teil der Darwin Mountains des Transantarktischen Gebirges im ostantarktischen Viktorialand. Sie sind die höchsten Erhebungen im Gewirr der Berge zwischen dem Kennett Ridge und dem Junction Spur.
Wissenschaftler einer von 1962 bis 1963 durchgeführten Kampagne der neuseeländischen Victoria University’s Antarctic Expeditions kartierten und benannten sie. Namensgeber ist G. J. Smith, ein Teilnehmer der Forschungsreise.